# روبرت دبليو. مادن
روبرت دبليو. مادن (بالإنجليزية: Robert W. Madden)‏ هو مصور أمريكي، ولد في 1939.